# Capitán general de Chile

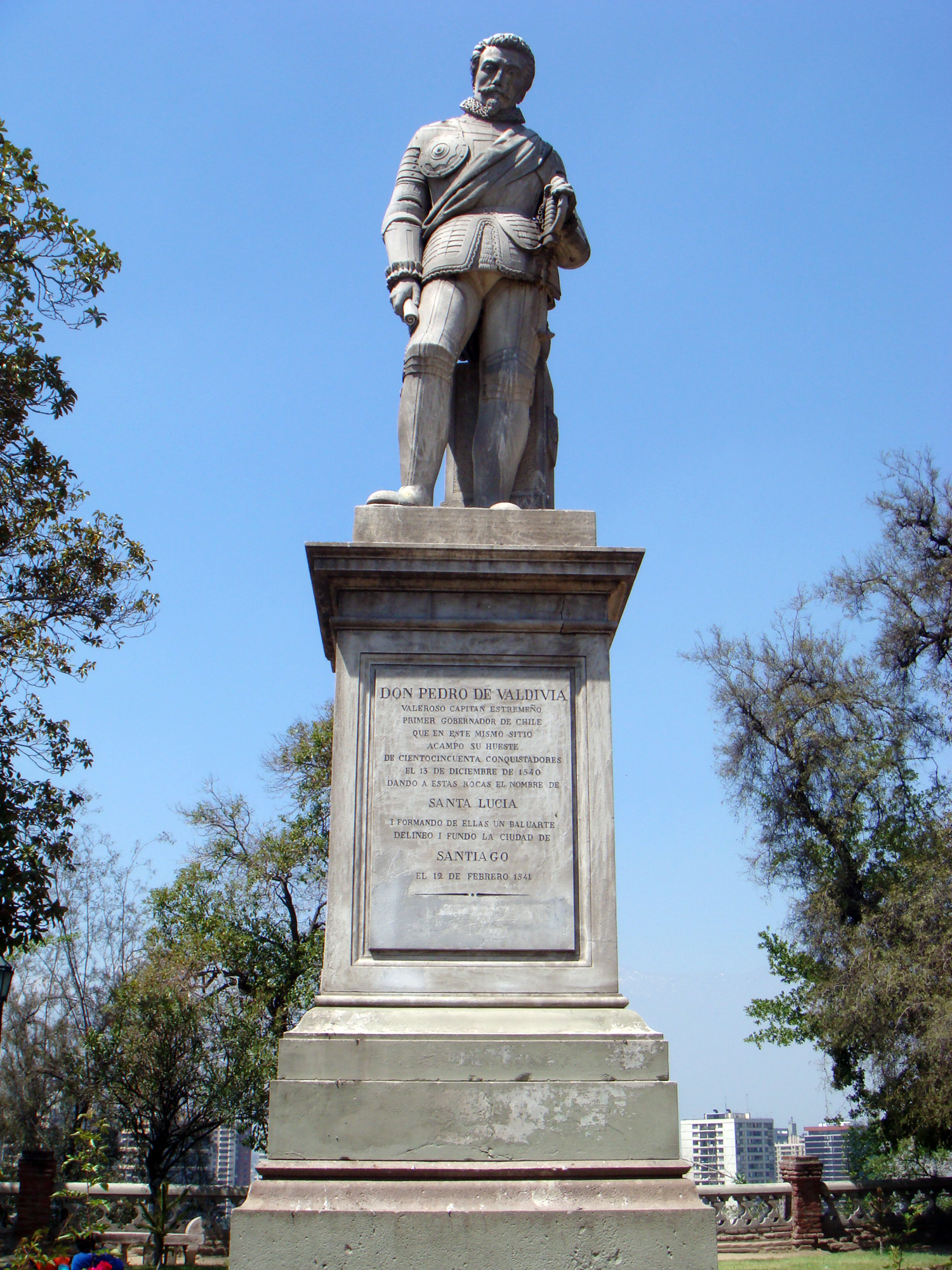
Monumento al capitán general Pedro de Valdivia en el cerro Santa Lucía de Santiago de Chile

El Gobernador Real de Chile (también llamado Capitán General de Chile) fue el máximo rango militar de su historia, asumido por aquel que fue jefe de gobierno al mismo tiempo que jefe de las fuerzas militares del Reino de Chile.
Durante el período Hispánico, este cargo tuvo más trascendencia que durante la República puesto que aquel que tuviese el rango de capitán general era al mismo tiempo gobernador de Chile, el funcionario nombrado por el rey de España que estaba al frente de la administración del Reino de Chile.
Tras la independencia, el Estado de Chile conservó este grado militar para identificar a los máximos líderes militares de las Fuerzas Armadas de Chile que asumiesen la jefatura del Estado simultáneamente.

## Gobernador de la Capitanía General de Chile
Por la frontera militarizada con el Imperio español el gobernador de Chile fue más conocido por su cargo militar de Capitán General de Chile. Desde la creación de la Real Audiencia de Chile sumó también el cargo de Presidente de la Real Audiencia de Chile. El gobernador ejercía también el cargo de vicepatrono real de los bienes de la Iglesia católica en su territorio.
Los gobernadores fueron a las autoridades que tuvo la Gobernación de Chile durante el período de conquista española y la posterior etapa como reino de la monarquía Hispánica. En total hubo 66 gobernadores. Gobernador, es aquel oficial que tiene a su cargo tareas de gobierno, y también militares, hacienda y justicia, así como también lo hizo el virrey y otras autoridades indianas, hubo declaraciones donde se señaló expresamente que los virreyes de España y Perú también fuesen gobernadores de las provincias en el cargo.
El gobernador, ejerce su función en una gobernación. Ésta podía ser una provincia o un reino, también lo podía ser un territorio reducido, como la isla Juan Fernández, Chile en su comienzo también fue una provincia que luego se denominó Reino de Chile. Pero por la administración que Chile tuvo, se sostiene que siempre fue una gobernación, es un encargo primordial para quien recibía este reino y se encontraba frente a él, como también era primordial el gobernarlo. La gobernación de Chile hasta 1567 está a cargo de la audiencia de Lima para efectos jurisdiccionales, pero en 1567 se crea una Real Audiencia en Chile, en Concepción y su Gobernador fue su presidente.

### Títulos y atribuciones
Mientras funcionó la Real Audiencia de Chile (1565-1575, 1609-1811 y 1815-1817) el gobernador ostentó también el título de presidente de dicho tribunal. Cuando la Audiencia no existía, normalmente el gobernador era justicia mayor del reino.
Así el mismo personero era:
- Jefe político y administrativo: "gobernador"
- Comandante militar: "capitán general" y
- Jefe del tribunal superior: "presidente de la Real Audiencia".

El gobernador concentraba en su persona los mayores poderes locales.

### Entre la corrupción y elbuen gobierno
Por lo misma concentración de poder, no resultó extraño que algunos gobernadores abusaran abiertamente de su cargo. Francisco de Meneses y Juan Henríquez de Villalobos son considerados ejemplos clásicos del tipo del gobernador corrupto y nepotista.
Dicho tipo de personaje fue más habitual bajo el reinado la Casa de Austria que la de Borbón, que inauguró una larga seguidilla de gobernadores virtuosos durante el reinado de Felipe V, con la designación de Gabriel Cano y Aponte y José Antonio Manso de Velasco.
Pero el período hispánico se cerraría en Chile con la salida forzada de un gobernador sorprendido en maniobras de contrabando: Francisco Antonio García Carrasco.

#### De gobernador a virrey
La serie de administradores meritorios designados por la Casa de Borbón se vio premiada por la promoción de los gobernadores bien evaluados a cargos superiores. Cuatro de los siete virreyes del Perú que ejercieron durante la segunda mitad del siglo XVIII habían sido previamente gobernadores de Chile:
- 1745-1761 José Antonio Manso de Velasco, Conde de Superunda
- 1761-1776 Manuel de Amat y Juniet,
- 1780-1784 Agustín de Jáuregui y Aldecoa,
- 1796-1801 Ambrosio O'Higgins, Marqués de Osorno

A ellos se suma Gabriel de Avilés y del Fierro, Marqués de Avilés, (1801-1806) que fue promovido a virrey del Río de la Plata (1799-1801). Avilés fue sucedido en el virreinato por otro gobernador de Chile, Joaquín del Pino Sánchez de Rojas, (1801-1804).
Bajo el reinado de la Casa de Austria, sólo García Hurtado de Mendoza había llegado a ser virrey del Perú, entre 1589 y 1596, pero siguiendo una lógica ligada a la influencia nobiliaria y política de la familia de Mendoza.

### Formas de la oposición al gobernador
El sumo poder del gobernador no significaba que no tuviera contrapesos o que no pudiera ser obstruido por otras fuerzas locales. El gobernador, habitualmente se encontraba localmente con una complicada trama de susceptibilidades protocolares y celos jurisdiccionales por parte del clero, vigilante de su independencia y privilegios, y la Real Audiencia. De hecho las acusaciones de los vocales de este tribunal condujieron a la destitución de algunos gobernadores, como fue el caso de los ya nombrado Meneses y Carrasco, por lo que se sabían poseedores de cierto poder.
Por lo mismo, la constreñida política interna funcionaba sublimada a través de despechos públicos y desaires de etiqueta, o del envío de acusaciones a Lima y Madrid. La oposición local podía contar, por tanto, con algunos medios indirectos de hacer valer sus intereses. Pero el gobernador siempre tenía a su favor lo absoluto de su poder inmediato y la lentitud de las comunicaciones.

### Muertos en acción

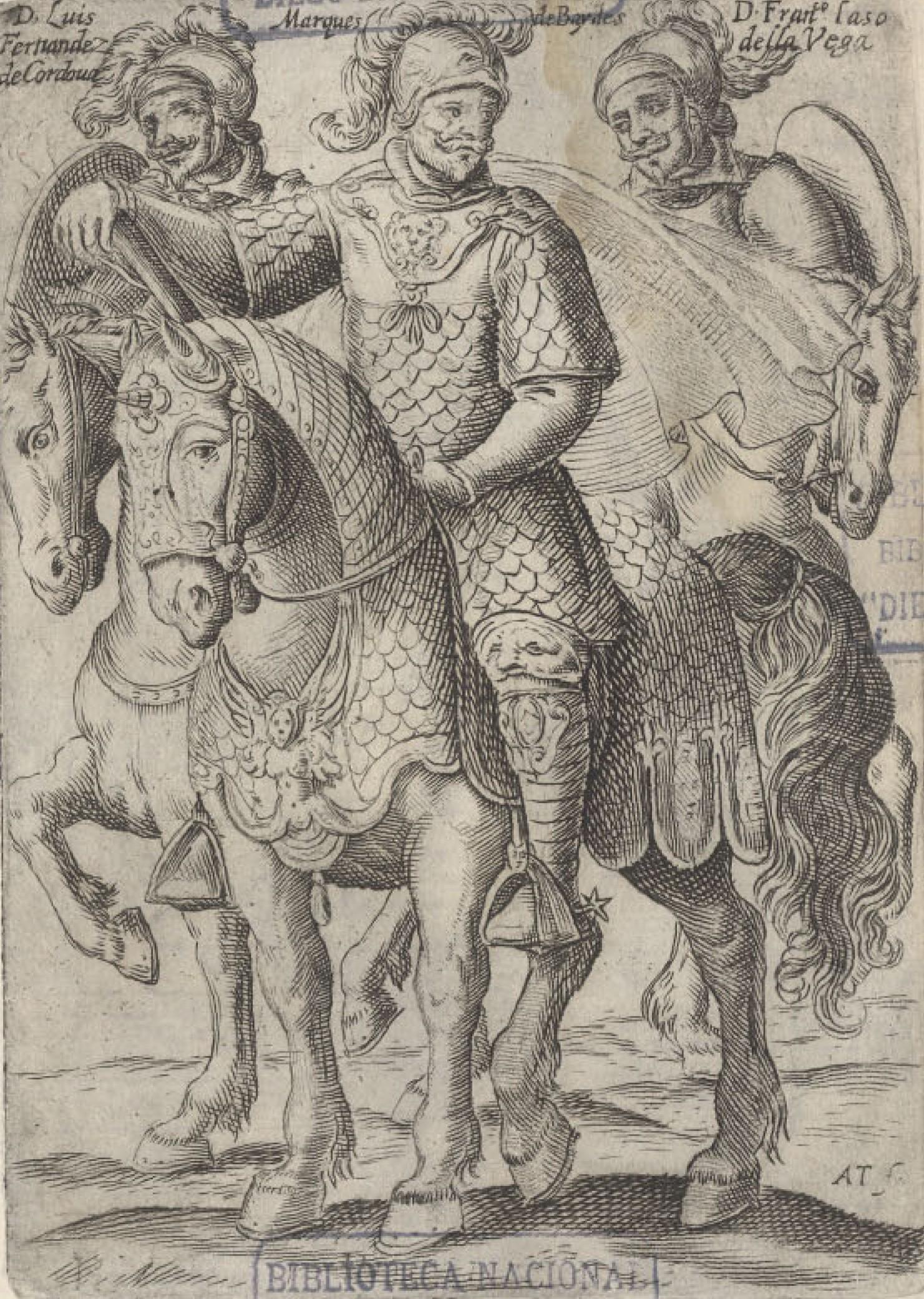
Los gobernadores de Chile Luis Fernández de Córdoba y Arce, Francisco López de Zúñiga, marqués de Baides, y Francisco Laso de la Vega, según la obra del padre Ovalle

Dos gobernadores murieron en batallas con los mapuches, durante la Guerra de Arauco, lo que permite calibrar la gravedad que por momentos alcanzó este conflicto para los españoles. Los gobernadores muertos en combate fueron:
- Pedro de Valdivia (1553), en la Batalla de Tucapel.
- Martín Óñez de Loyola (1598), en la Batalla de Curalaba.

### Gobernadores envenenados
Existieron sospechas y versiones de que los siguientes gobernadores de Chile fueron asesinados mediante el uso de veneno:
- Lope de Ulloa y Lemos (1620): supuestamente envenenado por su esposa y el maestre de campo Íñigo de Ayala.
- Martín de Mujica y Buitrón (1649): supuestamente envenenado por familiares, deseosos de ocultar "falsificaciones" que habrían cometido. Este fue el caso más evidente.
- Francisco Javier de Morales y Castejón de Arroyo (¿1773?): supuestamente envenenado en Lima, al poco tiempo de dejar su cargo.

También Alonso de Ribera acusó a Catalina Lisperguer, madre de la llamada Quintrala, y a su hermana María de intentar envenenarlo.

### Interinatos
Debido a las distancias con la metrópolis hispana, la vacancia del puesto por muerte del titular, abandono u otra razón, era en primera instancia resuelta localmente. La Audiencia designaba a uno de sus vocales (el decano, el más anciano). Cuando la Audiencia no funcionaba, en caso de haber un justicia mayor distinto del gobernador este asumía el cargo, como fue el caso de Pedro de Viscarra y Miguel Gómes de Silva Morales.
También podía ser nombrado un vecino (habitualmente anciano, para evitar acusaciones posteriores), designado por el cabildo de una de las ciudades importantes; Santiago o Concepción, dependiendo del lugar de deceso del titular.
Este gobernador interino debía esperar primero la resolución del virrey del Perú, su superior jerárquico. El virrey habitualmente enviaba su propio interino, que podía terminar ejerciendo el cargo por largos años, a la espera de ser confirmado por el rey de España o reemplazado por la llegada de un gobernador titular.
A manera de ejemplo, de los 9 gobernadores que ejercieron durante los 23 años del reinado de Felipe III, solo uno fue designado directamente por el monarca, Alonso de Ribera, quien sumó 9 años de ejercicio.

#### La sucesión de Valdivia
El caso de la sucesión del primer gobernador, Pedro de Valdivia, tras su muerte en la batalla de Tucapel, fue especial, pues este quiso disponer de su sucesor interino en su testamento. Esto dio paso a una abierta disputa entre su heredero Francisco de Aguirre y el interino nombrado por el cabildo de Concepción, Francisco de Villagra.

### Gobernadores de la Capitanía General de Chile
Para un listado de los Gobernadores de la Capitanía General de Chile ver Anexo:Gobernadores reales de Chile

## Capitán general durante la República de Chile
Durante su vida republicana, el Estado de Chile conservó este grado militar para identificar a los máximos jefes militares teóricamente de cualquier rama de las Fuerzas Armadas de Chile (en la práctica sólo han sido Comandante en jefe del Ejército de Chile), que asumiesen la jefatura del Estado simultáneamente. Quienes han ascendido a este grado en la historia de Chile son:
- Bernardo O'Higgins en 1817: Quien lo ostentó al haber sido director supremo (jefe de Estado) de la joven República y comandante en jefe del Ejército de Chile.[1]
- Ramón Freire en 1823: Quien dirigió el movimiento insurreccional que motivó la abdicación de O'Higgins. La Asamblea Constituyente de 1823 le nombra sucesor interino de O'Higgins en los cargos de director y jefe supremo del Estado, y por consiguiente ascendió al grado de capitán general.[2]
- Augusto Pinochet en 1982: Siendo comandante en jefe del Ejército, Pinochet asume la jefatura del Estado de Chile, al presidir la Junta de Gobierno, por lo cual su estatus administrativo era equivalente al título que se conoce como Generalísimo, empleo en el que fue ratificado por él mismo de facto el 16 de diciembre de 1974 bajo la denominación, en ese entonces de decreto ley supremo, presidente. Al modificarse la carta fundamental en 1980, Pinochet asume la presidencia de iure, por lo que fue ascendido al grado de  capitán general, en 1982.[3]
- En 1982, se confirió el título de Capitán General a los ex comandantes en Jefe del Ejercito que estaban con vida: Óscar Fuentes, Carlos Mezzano Camino, Enrique Franco Hidalgo, Raúl Araya Stiglich, Luis Vidal Vargas, René Vidal Merino, Oscar Izurieta Molina, Luis Miqueles Caridi y Sergio Castillo Aranguiz.[4]

### Ad honorem
A estos militares se suman figuras relevantes de la historia de Chile a los que les fue conferido este grado ad honorem, sin cumplir con el requisito de ostentar el cargo de jefe de Estado.
- José de San Martín: Quien en 1820 es designado por el gobierno de Chile como comandante en jefe de la Expedición Libertadora del Perú. Al conferirle aquel cargo, el Gobierno de Chile, dos días después asciende al general argentino al grado de capitán general del Ejército de Chile.
- Manuel Baquedano: Quien entre los días 29 y 31 de agosto de 1891 sucede a José Manuel Balmaceda como jefe de Gobierno Provisional de Chile, mientras ejercía simultáneamente el cargo de comandante en jefe del Ejército de Chile, poco tiempo después de su regreso victorioso de la Guerra del Pacífico. Se le confirió tal grado por iniciativa del Senado de Chile, dignidad que Baquedano finalmente aceptó.
- Augusto Pinochet en 1990: Manteniendo su cargo como comandante en jefe del Ejército desde el 11 de marzo de 1990 hasta el 10 de marzo de 1998, luego de abandonar el poder ejecutivo, conservó este grado de manera honorífica.

### Distintivo del grado

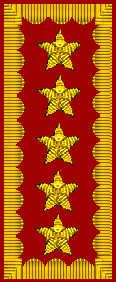
Divisa creada en 1982 por Pinochet para su uso como capitán general.

Durante el gobierno de O'Higgins y Freire, el distintivo que destacaba a un capitán general era la combinación del uniforme de general de Ejército de Chile y la banda presidencial y piocha de O'Higgins. Posteriormente, entre 1974 a 1980 se añadió al galón de cuatro estrellas propia del general de Ejército el escudo nacional como símbolo de su cargo como jefe de Estado, aunque no se puede considerar a tal símbolo como un distintivo del capitán general, dado que Pinochet no ostentaba tal grado en ese entonces legalmente. En 1982, luego de la ratificación constitucional de su presidencia, Pinochet crea un nuevo galón, exclusivo para el grado de capitán general, con cinco estrellas. Dado que todos los personajes históricos que han ostentado el grado han pertenecido al Ejército, no existen símbolos que distingan a un capitán general de las otras ramas de las Fuerzas Armadas chilenas.

### Actualidad
En la actualidad, el grado de capitán general no está contemplado dentro del marco jurídico y de ordenamiento de las Fuerzas Armadas. Además de ello, la Ley Orgánica Constitucional N.º 18 700 sobre Votaciones Populares y Escrutinios estipula que un comandante en jefe de cualquier rama de las Fuerzas Armadas (en servicio activo) no puede ser candidato a la Presidencia de la República. De tal modo, y dentro del marco constitucional y el estado de derecho, no podrá haber otro capitán general en el Chile republicano según la legislación vigente.Dado que el Presidente de la República  asume la jefatura suprema de las Fuerzas Armadas tanto en tiempo de paz como en tiempo de guerra.